# ラジオ・オーストラリア
ABCラジオ・オーストラリア（ABC Radio Australia）はオーストラリアの公共放送局であるオーストラリア放送協会が運営している国際放送サービス。アジア・オセアニア地域を対象にFMやインターネット配信によって提供している。短波での放送は2017年1月31日に終了したが、FMやインターネットでの放送は継続されている。

## 対象
主な言語は英語、北京語、ベトナム語、インドネシア語、クメール語、フランス語、ビルマ語、およびトクピシンのニュースなどを配信されている。

## 歴史
- 1939年12月20日 - ロバート・メンジーズ首相により開局。
- 1960年6月19日 - 日本語放送再開。
- 1990年12月31日 - 日本語放送廃止。
- 2017年1月31日 - 短波ラジオ放送廃止。インターネット配信に一本化。

### 日本語放送
かつて行われていた日本語放送は、非常に安定して受信できたことから、短波放送聴取（BCL）の入門局として大きな人気を集めたが、1990年に廃止された。放送当時はラジオ韓国と人気を二分していた。
1980年代は1日2回、19時-20時と22時-23時（後に後者は21:30-22:30）に別々の番組を編成し、晩期は2回とも19:00開始のものを再放送していた。